# 9 to 5 (Dolly Parton-sang)
“9 to 5” er en sang skrevet og indspillet af den amerikanske entertainer Dolly Parton til komediefilmen 9 to 5 fra 1980. Ud over at medvirke på filmens soundtrack var sangen også højdepunktet og åbningsnummeret på Partons album 9 to 5 and Odd Jobs, der udkom i slutningen af samme år.
Sangen, der blev udgivet som single i november 1980, gav Dolly Parton en Oscar-nominering for bedste originale sang ved den 53. Oscaruddeling. Den blev også nomineret til tre Grammy Awards, herunder Årets Sang, og vandt for både bedste countrysang og bedste kvindelige countryvokaloptræden ved den 24. Grammy-uddeling.
Parton modtog desuden en Grammy-nominering for bedste album med original musik skrevet til en film eller tv-special for 9 to 5-soundtracket, sammen med komponisten Charles Fox.
I en periode blev sangen betragtet som en slags hymne for kontoransatte i USA, og i 2004 blev den placeret som nummer 78 på American Film Institute's liste over 100 sange.
Sangen blev ledsaget af en musikvideo, der indeholdt optagelser af Parton og hendes band, der optrådte, afbrudt af scener fra filmen.

## Baggrund
Sangen blev skrevet til komediefilmen Ni til fem med Jane Fonda, Lily Tomlin og Dolly Parton i hendes filmdebut; både sangen og filmen skylder deres titler til 9to5, en organisation grundlagt i 1973 for at fremme fair løn og ligebehandling af kvinder på arbejdspladsen.
Sangen indgår også i en musicalversion af filmen, som er baseret på et manuskript af filmens oprindelige forfatter, Patricia Resnick, og indeholder 20 nye sange skrevet af Dolly Parton. Musicalen havde forpremiere i Los Angeles fra 9. september 2008 og blev opført på Broadway på Marquis Theatre fra april til september 2009, hvorefter den drog på turné. I 2012 havde en britisk teatertur med 9 to 5 premiere.
Få måneder før Partons sang og filmudgivelse udgav den skotske sangerinde Sheena Easton en single med titlen "9 to 5" i Storbritannien. Da Eastons sang blev udgivet i USA året efter, blev titlen ændret til "Morning Train (Nine to Five)" for at undgå forveksling med Partons sang. Eastons single nåede førstepladsen på Billboard Hot 100 tre måneder efter, at Partons nummer havde forladt samme placering. På trods af de ens titler adskiller sangene sig tematisk: Partons sang skildrer livet som arbejdende kvinde, mens Eastons handler om en kvinde, der venter derhjemme på, at hendes kæreste vender hjem fra arbejde.
Rolling Stone beskrev "9 to 5" som Dolly Partons "mest transformerende sang" og placerede den som nummer 7 på magasinets liste over de 50 bedste sange af Parton.

## Kommerciel præstation
"9 to 5" nåede førstepladsen på Billboard Country Singles-hitlisten i januar 1981. I februar samme år toppede den både Billboard Hot 100 og Adult Contemporary-hitlisterne. Det var Dolly Partons første og eneste solo-nummer ét på Hot 100, da hun senere nåede samme placering med Kenny Rogers på deres duet "Islands in the Stream". Sangen blev certificeret guld af RIAA den 19. februar 1981, hvilket svarer til en million solgte fysiske eksemplarer. Den opnåede platinstatus den 25. september 2017. I februar 2019 havde sangen solgt 500.000 digitale eksemplarer i USA, efter at den blev gjort tilgængelig som download. 
Selvom den toppede som nummer 47 på den britiske singlehitliste i 1981, har den solgt 303.511 digitale kopier i Storbritannien pr.  juli 2014.  Pr.  2017 , er det Partons mest downloadede nummer i Storbritannien med i alt 340.800 downloads, mens det også er blevet streamet 8,46 millioner gange.  Den er fortsat populær i radioen og på natklubber i hele Storbritannien og blev splejset mellem " Independent Women Part 1 " af Destiny's Child og " Eple " af Röyksopp til Soulwax -albummet As Heard on Radio Soulwax Pt.2 .
Nummeret toppede også den canadiske RPM Top Singles-liste og nåede top 10 i Østrig, Belgien, Sverige, Sydafrika, Australien, New Zealand og Holland.

## Eftermæle
"9 to 5" er en af de få Billboard-sange, der har lyden af en skrivemaskine . Parton har i adskillige interviews udtalt, at da hun skrev sangen, udtænkte hun den klaprende skrivemaskinerytme ved at føre sine akrylnegle frem og tilbage mod hinanden. 
Med denne sang blev Parton kun den anden kvinde til at toppe både den amerikanske country-singlehitliste og Billboard Hot 100 med den samme single; den første var " Harper Valley PTA " fra 1968 af Jeannie C. Riley, som Parton tilfældigvis havde lavet en coverversion af på sit album fra 1969, In the Good Old Days (When Times Were Bad) .
"9 to 5" var temasangen til sitcommen <i id="mwhA">9 to 5</i> fra midten af 1980'erne, som er afledt af filmen. Phoebe Snow sang temaet til premieresæsonen på fire episoder, som blev sendt i marts og april 1982; Parton ville dog blive hørt synge temaet til sitcommens periode i 1982-1983 og til genoplivningen i 1986-1988.
Sangskriverne Neil og Jan Goldberg anlagde sag mod Parton med den påstand, at "9 to 5" var en kopi af deres sang "Money World" fra 1976. I december 1985 afsagde retten kendelse i Partons favør. 
I 1985 brugte luftfragtfirmaet Emery Worldwide melodien med reklametekster i nogle tv-reklamer. 
Den amerikanske senator Elizabeth Warren brugte ofte sangen ved kampagneoptrædener under sin præsidentkampagne i 2020, og den blev ofte spillet, når hun gik på scenen.    Som reaktion på sangens brug sagde Partons manager Danny Nozell: "Vi godkendte ikke anmodningen, og vi godkender ikke anmodninger som denne af (en) politisk karakter."  Sangen blev sunget fra den offentlige tilskuerplads i New Zealands parlament af tilhængere af Green Party- parlamentsmedlem Jan Logie ved afslutningen af hendes veladictory-tale og er derfor indspillet i Hansard.
I starten af 2021 indspillede Parton en ny version af sangen med titlen "5 to 9" til en Squarespace-reklame i Super Bowl LV. 
Sangen optrådte i åbningsscenerne til filmene The Love Guru, fremført af Mike Myers på sitar som hans karakter Guru Pitka, og Deadpool 2, hvor Deadpool selv ( Ryan Reynolds ) brugte den i en sekvens, hvor han dræber en række mennesker i sit lejesoldatjob, og han startede endda musikken med at erklære "hit it, Dolly" lige før.
Sangen blev vist i scenen efter rulleteksterne i Gravity Falls -episoden "Summerween".
Den blev også vist i The Orville -episoden "Sanctuary", hvor sangen blev valgt af Haveena ( Rena Owen ), lederen af kvindelige flygtninge, som en hymne for deres revolutionsforsøg.
"9 to 5" blev også indarbejdet i sangen "Powerful Women" fra 2024 af Pitbull, hvor Parton selv genindspiller sangens omkvæd og tilføjer nye linjer. Pitbull erklærede senere på X, at det var "en ære at samarbejde med en af musikkens mest magtfulde kvinder". 
Sangen blev vist i "After Hours", den første episode af The Penguin .

## Medvirkende
- Dolly Parton – hovedvokal, negle[15]
- Jeff Baxter, Marty Walsh – guitarer
- Abraham Laboriel – bas
- Larry Knechtel – klaver
- Rick Shlosser – trommer
- Leonard Castro – percussion
- William Reichenbach – trombone
- Tom Saviano – saxofon
- Kim S. Hutchroft – barytonsaxofon
- Jerry Hey – trompet
- Denise Mainelli DeCaro, Stephanie Spruill, Marty McCall – baggrundsvokal